# Canadian Northern Railway

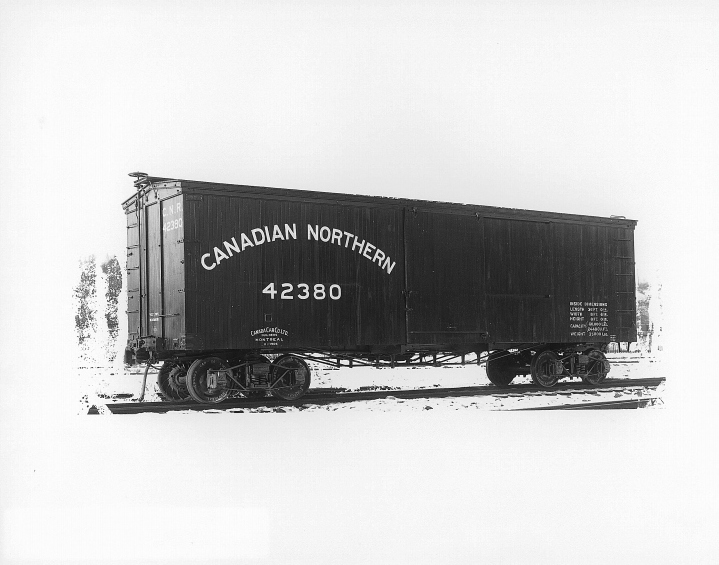
Wagon à marchandises, 1906.

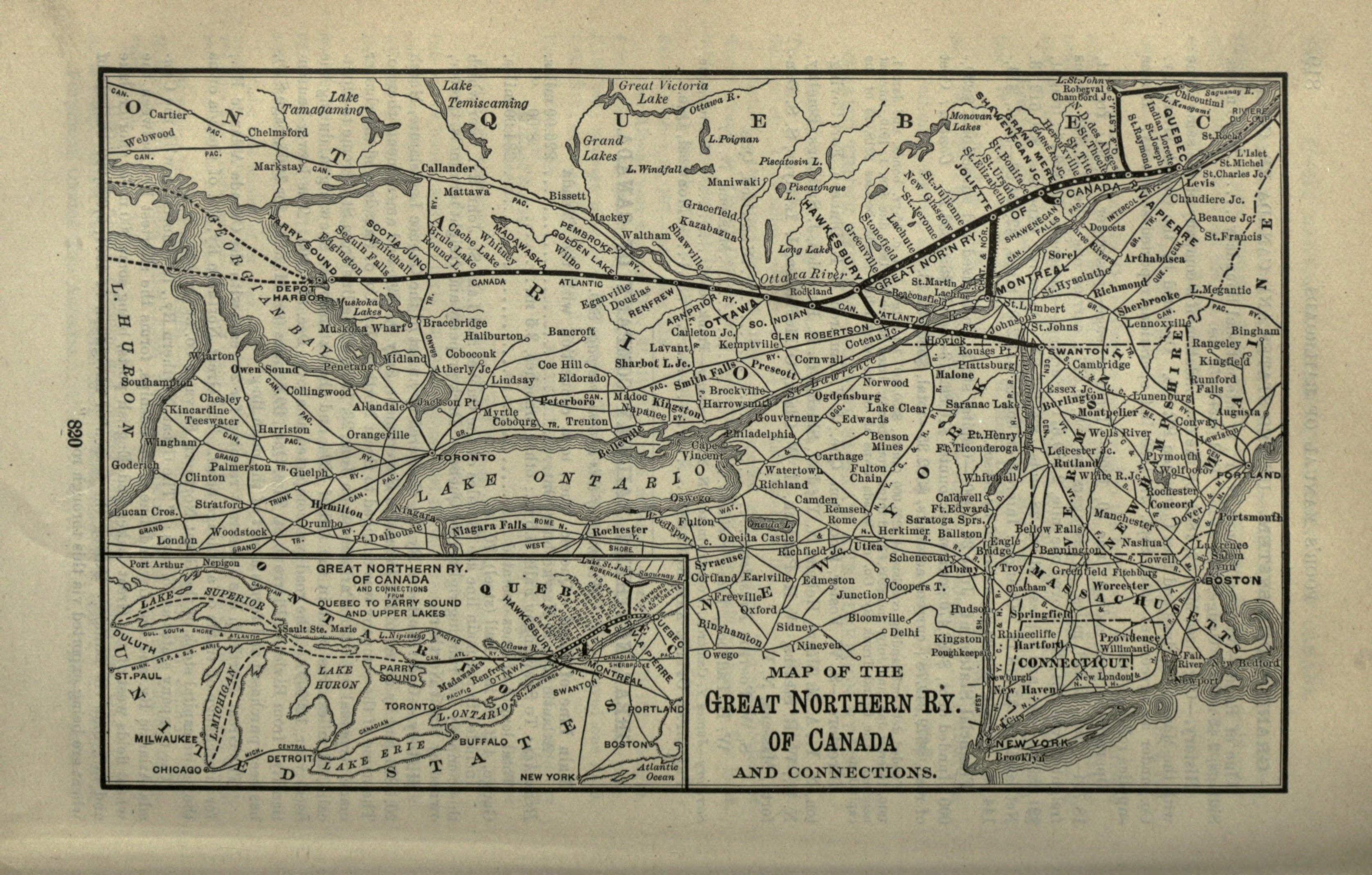
Carte des routes, 1901.

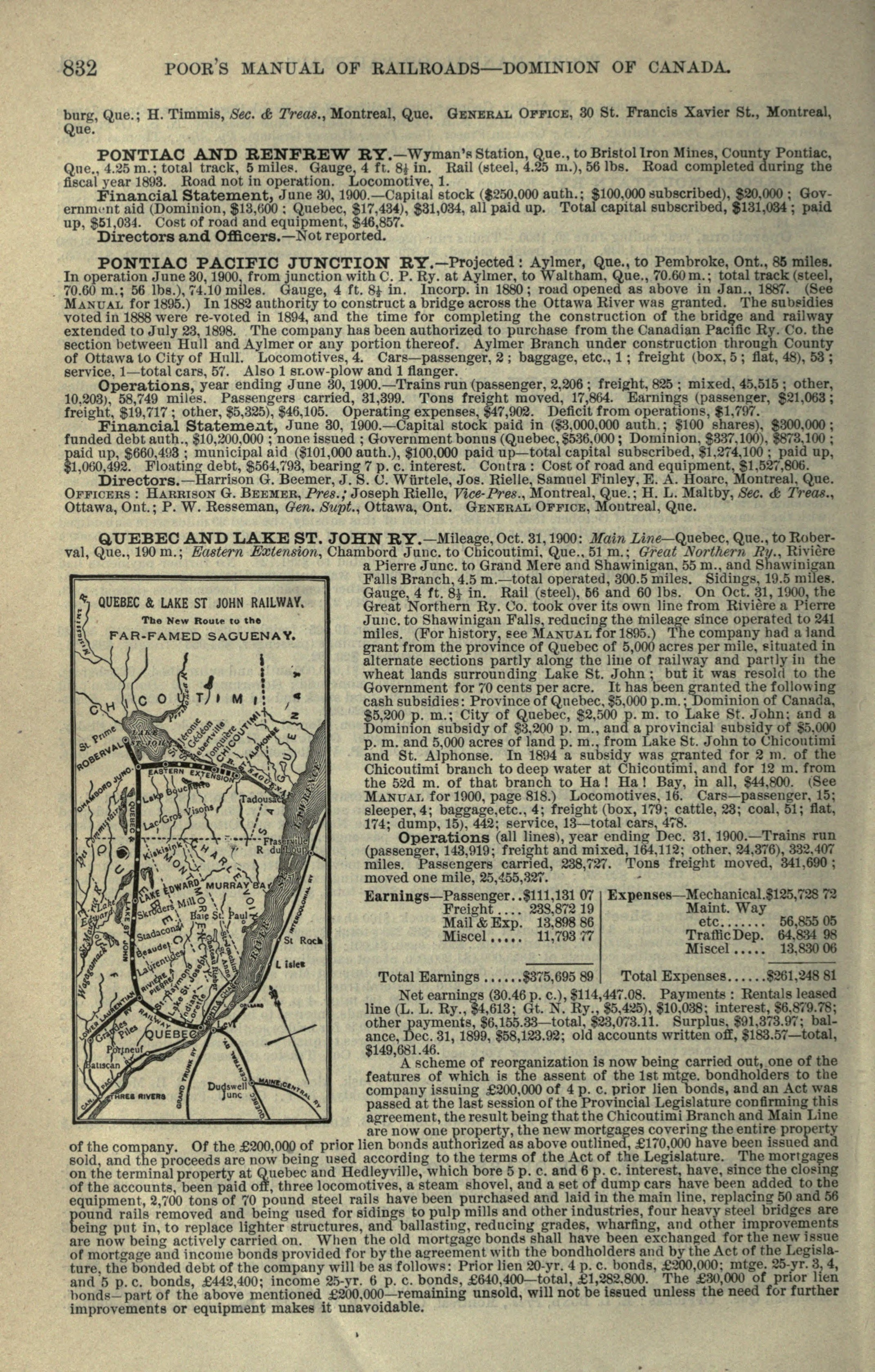
Québec et lac Saint-Jean.

La Canadian Northern Railway (CNoR), dit aussi en français Compagnie du chemin de fer Canadien du Nord, était une compagnie de chemin de fer canadienne. Cette compagnie transcontinentale fut fondée en 1899. Sa ligne principale reliait la ville de Québec à Vancouver via Ottawa, Winnipeg et Edmonton. Lors de sa faillite en 1923, il fut intégré dans le nouveau Canadian National Railway.

## Débuts au Manitoba
En réponse au monopole exercé par le Canadien Pacifique (CP), le gouvernement de la province du Manitoba parraina la construction de plusieurs embranchements indépendants au cours des années 1880 et 1890. Pourtant le CPR était déjà concurrencé au sud par la Northern Pacific Railway (NP).
Parmi les entrepreneurs de ces embranchements, Sir William Mackenzie et Donald Mann prirent le contrôle en janvier 1896 de la Lake Manitoba Railway and Canal Company alors en banqueroute. En 1897, ils étendirent le réseau vers le district d'Interlake au nord, et vers la région de Winnipeg. Ils commencèrent également à construire et à racheter des lignes, d'une part vers le sud pour relier la frontière des États-Unis à Pembina (Dakota du Nord), et d'autre part vers l'est pour rejoindre l'Ontario.

## Liaison des Prairies aux Grands Lacs

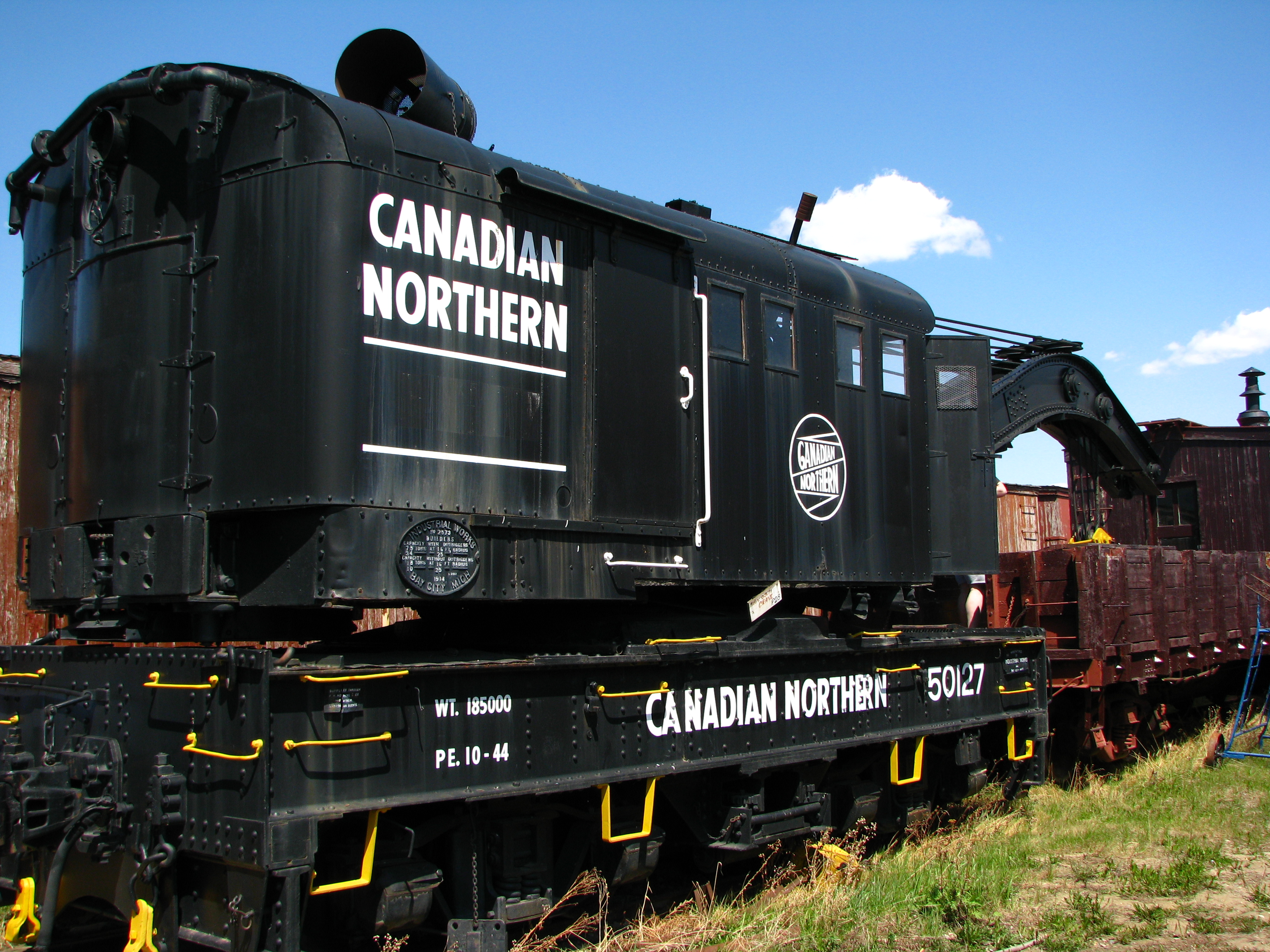
Grue du CNOR en Alberta.

La Canadian Northern Railway (CNoR) fut créée en 1899, et toutes les compagnies possédées par Mackenzie et Mann furent consolidées dans cette nouvelle entité. La première mesure prise pour concurrencer le CP fut la construction d'une ligne reliant les Prairies canadiennes au lac Supérieur au niveau du port de Port-Arthur-Fort William (aujourd'hui Thunder Bay, Ontario). Ainsi, les grains de l'ouest seraient acheminés vers les marchés européens, tandis que les marchandises de l'est canadien seraient transportées vers l'ouest. Pour ce faire, la nouvelle liaison intégra une ligne déjà existante du CNoR jusqu'au lac des Bois, et 2 chemins de fer locaux de l'Ontario rachetés par Mackenzie et Mann en 1897: la Port Arthur, Duluth and Western Railway, et l'Ontario and Rainy River Railway. Pour atteindre son terminus de Port-Arthur, la ligne contournait le lac des Bois par le sud en passant dans le Minnesota, puis remontait vers le nord-est en traversant le district de la rivière Rainy avant de finir sur les rives des Grands Lacs. La ligne Winnipeg-Port-Arthur fut achevée le 30 décembre 1901. 
Mackenzie et Mann s'occupèrent à développer leur embranchement dans les Prairies afin d'alimenter la connexion vers Port-Arthur. Ce réseau se développa au cours des années suivantes, et finit par couvrir une grande partie des Prairies. 
En 1914, la CNoR acheta une propriété de 75 hectares au nord de Winnipeg sur les rives du lac Winnipeg, afin d'y développer la station de Grand Beach.

## Marche solitaire
En 1903, le gouvernement fédéral et le Grand Tronc (GT) cherchaient à constituer un second chemin de fer transcontinental pour le Canada. Ils approchèrent Mackenzie et Mann pour avoir leur coopération. Face à leur refus, le gouvernement fédéral et le GT formèrent un réseau composé par le Grand Trunk Pacific Railway (GTPR) et le National Transcontinental Railway (NTR).

## Expansion à travers tout le pays

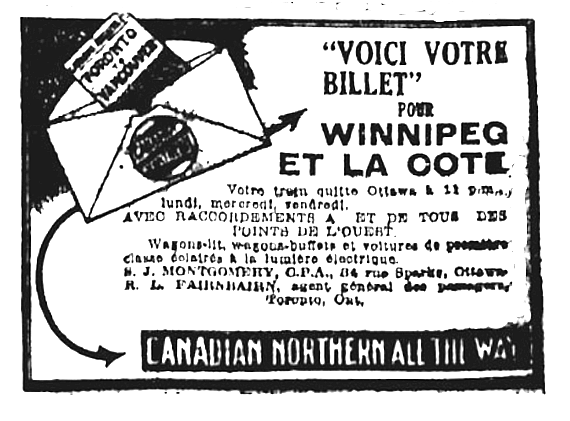
Pub pour les trains du Canadian Northern de 1915.

Mackenzie et Mann commencèrent leur première grande expansion en dehors des prairies avec le rachat de bateaux à vapeur sur les Grands Lacs, l'acquisition du Great Northern Railway (Hawkesbury à Rivière-â-Pierre), du Quebec and Lake St-John Railway, ainsi que le rachat de plusieurs embranchements au sud-ouest de la Nouvelle-Écosse (la Halifax & Southwestern Railway) et à l'ouest du Cap-Breton. D'autres acquisitions eurent lieu dans le sud de l'Ontario, et une ligne de connexion fut construite entre Toronto et Parry Sound. 
En 1905, le CNoR reliait Edmonton, capitale de la nouvelle province de l'Alberta. En 1908, une ligne fut construite à partir de Capreol (Ontario), sur la ligne Toronto-Parry Sound, pour relier Ottawa et Montréal. En 1910 une ligne directe fut construite entre Toronto et Montréal. Cette même année, le gouvernement de la Colombie-Britannique versa des subventions pour lancer la construction de la ligne reliant Edmonton à Vancouver via le col Tête Jaune. En 1911, des fonds fédéraux furent débloqués pour la construction de la ligne Montréal-Ottawa-Capreol-Port Arthur.
Le chemin d'accès le plus facile vers le centre-ville de Montréal était celui qui passait par le versant sud du mont Royal. Mais il était déjà occupé par le Grand Tronc et le Canadien Pacifique. Le 8 juillet 1912, le CNoR lança le percement d'un tunnel à double voies sous le mont Royal. Les 2 équipes se rencontrèrent le 10 décembre 1913.

## Obstacles

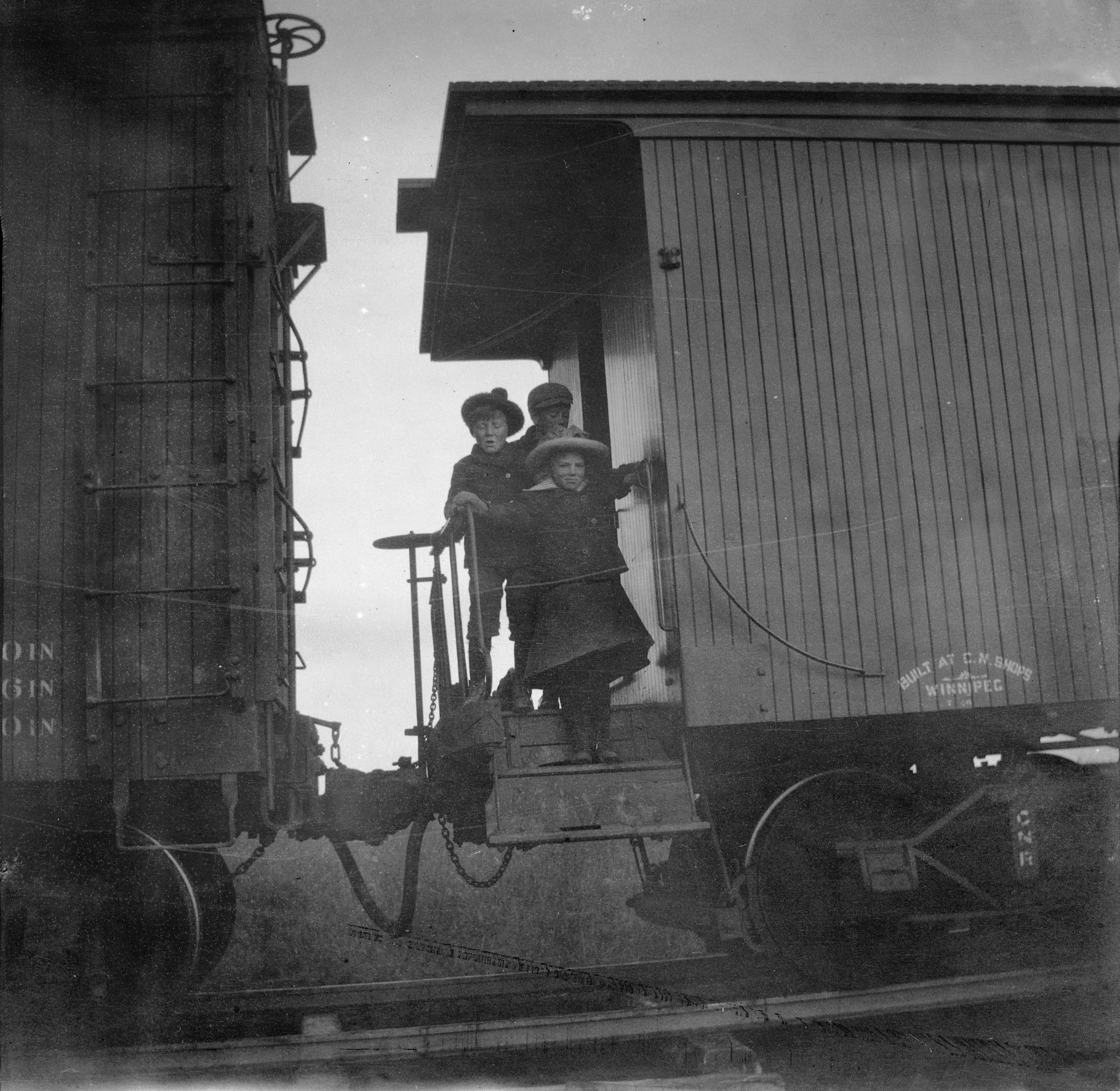
Wagon de queue du CNoR avec enfants curieux, vers 1905.

L'expansion initiale du CNoR dans les années 1890 et 1900 avait été relativement modeste, se limitant principalement à racheter des compagnies en banqueroute, ou à terminer des projets de constructions abandonnés.
Dans les années 1910, des extensions significatives furent ajoutées au nord du lac Supérieur, et le tunnel du mont Royal fut percé. Mais le coût de construction le plus lourd fut celui de la ligne en Colombie-Britannique qui passait sur les rives les plus escarpées de la rivière Thompson et du fleuve Fraser. En effet le CP occupait déjà la rive est, beaucoup plus favorable, jusqu'au port de Vancouver, obligeant le CNoR à percer des tunnels et bâtir des corniches pour franchir ces gorges.
L'incident le plus tristement célèbre sur la ligne eut lieu en 1913 en Colombie-Britannique, lorsqu'un dynamitage destiné au passage du chemin de fer à Hells Gate déclencha un énorme glissement de terrain qui obstrua partiellement le cours étroit et rapide du fleuve Fraser. Les conséquences furent dramatiques pour la remontée des saumons du Pacifique; malgré la construction d'un corridor pour les poissons, il fallut attendre des décennies pour observer un retour à la normale.
En plus des difficultés de construction entre Jasper (Alberta) et Vancouver (Colombie-Britannique), le CNoR n'avait lancé l'extension de sa ligne à l'ouest d'Edmonton qu'en 1910, soit 2 ans après le GTPR, lequel commençait à poser ses voies à l'est de Prince-Rupert sur les rives de la rivière Skeena en direction du col Tête Jaune.

## Problèmes financiers et nationalisation
Le dernier clou de la ligne transcontinentale du CNoR fut posé le 23 janvier 1915 à Basque (Colombie-Britannique). Les services marchandises et voyageurs débutèrent en 1915 entre Montréal et Vancouver, via Ottawa, Winnipeg, et Edmonton, grâce à un réseau s'étendant de la Nouvelle-Écosse à l'île de Vancouver en passant par le Minnesota. Entre 1915 et 1918, le CNoR tenta désespérément d'augmenter ses profits durant la Première Guerre mondiale, alors que la majorité du trafic empruntait le CP. 
Le CNoR était lourdement endetté auprès des banques et des gouvernements, et ses lucratifs embranchements dans les prairies, véritable grenier du Canada, ne suffisaient pas à générer suffisamment de revenus pour couvrir les coûts de constructions dans les autres régions. Incapable de rembourser ses dettes, la compagnie sollicita l'aide financière du gouvernement fédéral. En échange de fonds, ce dernier prit la majorité des parts du CNoR, qui fut nationalisé le 6 septembre 1918, tandis que Mackenzie et Mann furent intégrés parmi les nouveaux directeurs. Le nouveau conseil d'administration nommé par le gouvernement fédéral obligea le CNoR à assumer également la direction du Canadian Government Railways (CGR) créé en 1915 pour gérer les voies ferrées appartenant au gouvernement du Canada, dont le National Transcontinental et l'Intercolonial. Le 20 décembre 1919, une ordonnance du Conseil Privé du Canada regroupa la direction du CNoR et du CGR au sein des Chemins de fer nationaux du Canada (actuel Canadien National, CN) afin de simplifier leur financement et leur exploitation. Lorsque le CN fut officiellement consolidé le 20 janvier 1923, il put enfin fusionner le CNoR et le CGR.

## Vestiges

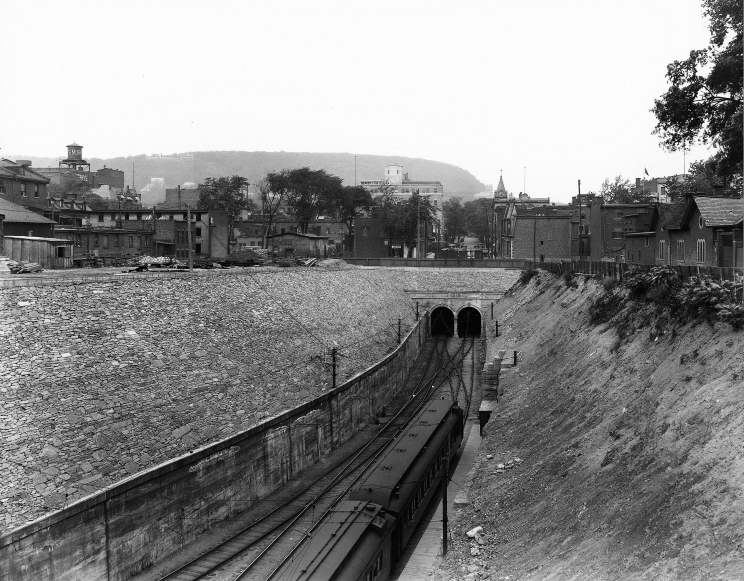
Tunnel du mont Royal, 1918.

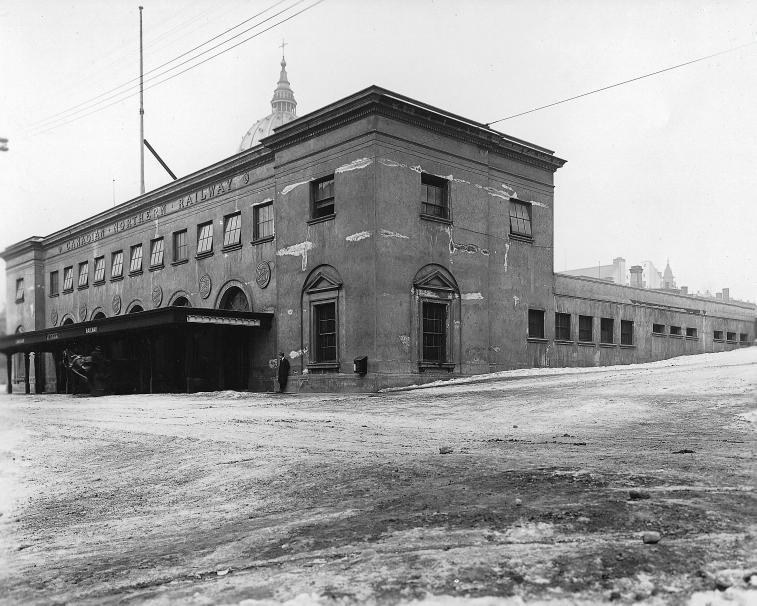
Gare, Montréal, 1918.

Des portions significatives de l'ancien réseau du CNoR subsistent sous le Canadian National (devenu CN depuis 1960) :
- le tunnel sous le mont Royal et la ligne de Deux-Montagnes ;
- la ligne de Montréal (Pointe-aux-Trembles) à Saguenay (Québec) au nord-est. Voir : Trains du nord du Québec ;
- la seule ligne qui accède à la gare du Palais de Québec (vestige de la ligne complétée par le CNoR entre Grand-Mère et Québec, qui suivait le fleuve St-Laurent de la Chevrotière à Neuville);
- la ligne principale du CN entre Toronto (Ontario) et Longlac au nord du lac Supérieur, situé 900 km à l'est de Winnipeg ;
- la ligne principale du CN entre le col Tête Jaune et Vancouver.

La majorité des anciens embranchements du CNoR à travers le Canada furent soit abandonnés soit vendus à de petites compagnies. 
Une importante filiale américaine du CNoR, la Duluth, Winnipeg and Pacific Railway, assure toujours une connexion clé entre Winnipeg et Chicago.